# Jaap van Waning
Jacob Isaäc (Jaap) van Waning (Rotterdam, 21 februari 1946) is een Rotterdamse bouwondernemer uit het geslacht Van Waning.

## Leven en werk
Van 1982 tot 2011 was Van Waning directeur van de in 1888 door zijn overgrootvader Jacob Isaac van Waning opgerichte, Koninklijke Aannemingmaatschappij Van Waning bv en Vastgoedontwikkeling Van Waning bv. Onder zijn directie werden honderden werken uitgevoerd, waaronder kantoor- en distributiegebouwen te Hoofdorp (Intexto), op Schiphol (Aero Ground Services), te Amsterdam (kantoorgebouw Travelport), te Roosendael (Hentzen), het kantoorgebouw van Smit Internationale Havensleepdiensten te Schiedam, de fabriek van Boon te Edam, de afvalwaterzuiveringsinstallatie in de Europoort, metrostation Wilhelminaplein, de penitentiaire inrichtingen in Spijkenisse en Krimpen aan den IJssel, een serie kantoorgebouwen te Capelle aan de IJssel, vuilverbrandingen te Rotterdam en te Zaanstad. Voor zijn brede inzet voor de Rotterdamse samenleving ontving hij in 2010 de  Wolfert van Borselenpenning  van de gemeente Rotterdam.
Van Waning heeft vele jaren bestuursfuncties bekleed in de sector bouwnijverheid en bij algemeen maatschappelijke organisaties.